# Julija Peresild
Julija Siergiejewna Peresild (ros. Юлия Сергеевна Пересильд, ur. 5 września 1984 w Pskowie) – rosyjska aktorka teatralna i filmowa.

## Życiorys
Jest córką pisarza ikon Siergieja Peresilda. W 1995 wzięła udział w programie dla młodych talentów. Po ukończeniu szkoły średniej rozpoczęła studia filologiczne w Państwowym Instytucie Pedagogicznym w Pskowie. Po ukończeniu pierwszego roku studiów wyjechała do Moskwy, gdzie w 2006 ukończyła studia na wydziale aktorskim Rosyjskiej Akademii Sztuki Teatralnej GITIS, w klasie Olega Kudriaszowa. Rok później zadebiutowała na stołecznej scenie Teatru Narodów. Współpracowała z Moskiewskim Teatrem Dramatycznym na Małej Bronnej i z zespołem Jewgienija Mironowa.
W 2003 zadebiutowała w filmie rolą Nataszy Kubłakowej w serialu telewizyjnym Uczastok (reż. Aleksandr Baranow). W 2006 zagrała główną rolę Oli Rodiaszinej w filmie Niewiesta (reż. Elior Iszmuchamiedow). W latach 2007–2015 zagrała w piętnastu filmach fabularnych.
5 października 2021 Julia Peresild została pierwszą aktorką-kosmonautką, poleciała statkiem kosmicznym Sojuz MS-19 na Międzynarodową Stację Kosmiczną, gdzie kręcono zdjęcia do filmu Wyzow (reż. Klim Szypienko).

## Życie prywatne
Jest mężatką (mąż Aleksiej), ma dwie córki: Annę i Mariję.

## Filmografia
- 2003: Uczastok jako Natasza Kubłakowa (serial)
- 2006: Niewiesta jako Ola Rodiaszina
- 2007: Dywersant: Koniec wojny jako żołnierka Swietłana
- 2008: Zakładnik jako Nastja
- 2008: Pewnego razu na prowincji jako Anastasija Zwonnikowa
- 2010: Na końcu świata jako Sofia
- 2012: We mgle jako Anelia
- 2013: Paradzanow jako Swietłana
- 2015: Bitwa o Sewastopol jako Ludmiła Pawliczenko
- 2016: Ja uczitiel jako Anna
- 2017: Konwert jako Marina Ozierina
- 2018: Projekt jako Rosa
- 2019: Esau jako Sarah
- 2021: Mediator jako Maria Rusakowa

## Nagrody i wyróżnienia
15 marca 2013 aktorka została wyróżniona Nagrodą Prezydenta Federacji Rosyjskiej dla młodych artystów. Jest także dwukrotną laureatką nagrody Złotego Orła dla najlepszej aktorki rosyjskiej (2011, 2016). Za rolę Ludmiły Pawliczenko w filmie Bitwa o Sewastopol została wyróżniona na Międzynarodowym Festiwalu Filmowym w Pekinie.
Stowarzyszenie Uczestników Lotów Kosmicznych (Association of Space Explorers) przyznało jej Universal Astronaut Insignia za lot orbitalny (nr 573).